# Logan Browning
Pour les articles homonymes, voir Browning.
Logan Browning est une actrice et chanteuse américaine née le 9 juin 1989 à Atlanta. 
Elle se fait connaître grâce à plusieurs rôles : Celui de Brianna Ortiz dans la sitcom américaine (inédite en France) Meet the Browns (2009-2011), celui de Jelena Hower dans la série tragi-comique Hit the Floor (2013-2018) et celui de Zora dans la série policière de science-fiction Powers (2015-2016). 
Mais c'est finalement le rôle de Samantha White dans la série satirique Dear White People (2017-) qui la révèle auprès du grand public.

## Biographie

### Jeunesse et formation
Logan est née à Atlanta en Géorgie. Métisse, elle fut adoptée et élevée par ses parents afro-américains, Larry et Lynda Browning. Sa mère biologique était blanche et son père biologique était noir,. Elle a trois frères, Keith, Clinton et Chad.
Elle fréquente l'Université Vanderbilt à Nashville dans le Tennessee,.

### Carrière

#### Débuts et rôles réguliers (années 2000)
Elle fait ses débuts en décrochant des rôles récurrents dans les séries télévisées Summerland et Ned ou Comment survivre aux études, entre 2004 et 2006. 

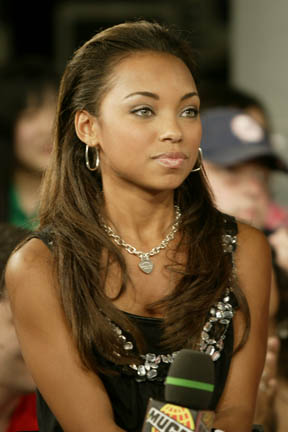
Lors de la promotion du film Bratz : In-sé-pa-rables !, en 2007.

En 2007, elle joue dans son premier long métrage, la comédie Bratz : In-sé-pa-rables ! de Sean McNamara. Basé sur la franchise de poupées mannequins Bratz du fabricant MGA Entertainment, il s'agit de la première et unique adaptation de la franchise au cinéma après plusieurs films d'animation sortis directement en vidéo. C'est également sa première et unique adaptation en prise de vues réelle. Distribué par le studio Lionsgate aux États-Unis, le film a reçu un accueil unanimement négatif de la part de la presse américaine et a réalisé une performance décevante au box-office. Même constat dans le reste du monde où il reçoit également un accueil froid et peine à récolter des bénéfices, faisant de lui flop.
En 2009, elle rejoint le casting de la sitcom américaine Meet the Browns, à partir de la seconde saison, remplaçant l'actrice Brianne Gould dans le rôle de Brianna Ortiz. Cette série comique, inédite en France, est une création de Tyler Perry qui suit le quotidien d'une famille afro-américaine venant de transformer une maison délabrée, reçue en héritage, en maison de retraite. Le show dure 5 saisons, diffusé jusqu'en 2011 par le réseau TBS.

#### Révélation télévisuelle (années 2010)
Entre-temps, elle joue dans quelques épisodes de la série Disney XD, Paire de rois et apparaît dans le teen drama fantastique The Secret Circle. 
En 2013, après avoir joué l'un des premiers rôles du film d'horreur Breaking at the Edge, avec Milo Ventimiglia et Andie MacDowell, elle obtient le rôle de Jelena Howard dans la série américaine Hit the Floor. Cette dramédie suit les aventures de Taylour Paige qui vient d'intégrer une troupe de danse à Los Angeles contre l'avis de sa mère, une ex-vedette d'un groupe populaire. Logan Browning fait partie de la distribution principale de la saison 1 à la saison 3, lorsque la série est diffusée par le réseau VH1, puis, devient guest star, à partir de la saison 4, lorsque le show est renouvelé et repris par BET. 
En 2015, elle est à l'affiche, dans un second rôle, du film dramatique Brotherly Love avec Keke Palmer.

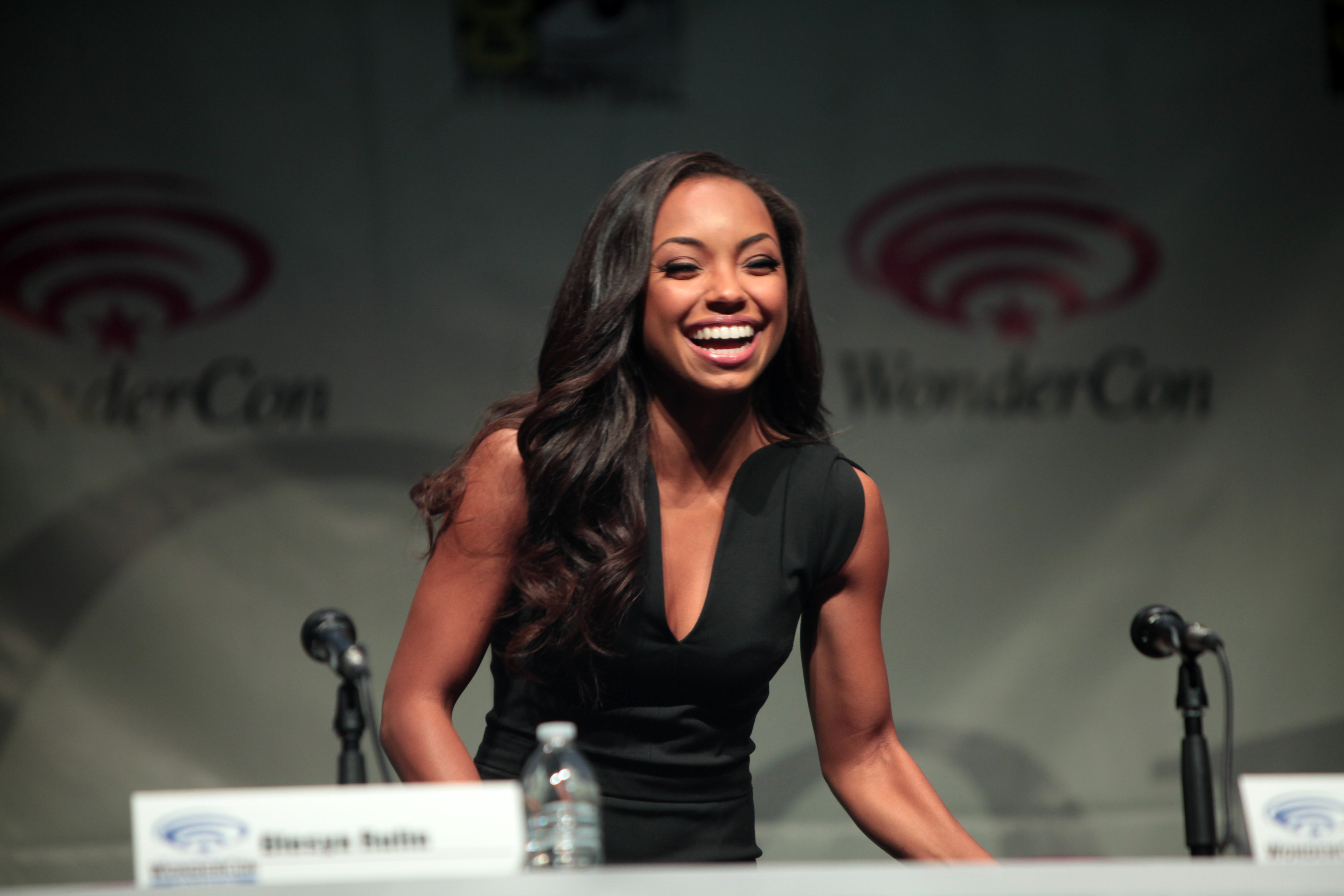
Pour la promotion de Powers, en 2015, lors du WonderCon.

Par la suite, entre 2015 et 2016, elle joue dans les deux premières saisons de la série policière et fantastique Powers. Le show s’intéresse à un monde où les super-héros font partie du quotidien, les inspecteurs Christian Walker et Deena Pilgrim enquêtent sur des affaires impliquant des personnes ayant des capacités surhumaines. Ils font tous deux partie de la division spéciale, intitulée Powers, créée pour ce genre d'enquête. Elle y incarne la super-héroïne Zora, qui peut contrôler la lumière. 
En 2017, elle quitte cependant ce show au profit de Dear White People qui marque un réel tournant dans sa carrière et la révèle auprès du grand public. Cette série, dans laquelle elle incarne l'héroïne principale, est basée sur son film homonyme, sorti en 2014 et dans lequel son personnage est incarné par Tessa Thompson. Elle est diffusée depuis le 28 avril 2017 sur Netflix. 
Le 13 février 2019, elle annonce aux côtés de Winston Duke, révélé par Black Panther, les nominations du  50e anniversaire des NAACP Image Awards. Cette cérémonie récompense les professionnels de la communauté afro-américaine depuis 1967. L'actrice est d'ailleurs en lice dans la catégorie meilleure actrice dans une série télévisée comique grâce à son rôle dans Dear White People. Un prix finalement remporté par Tracee Ellis Ross pour Black-ish. 
Cette année-là, elle est mise en vedette, par la plateforme Netflix qui distribue le thriller psychologique The Perfection dans lequel l'actrice partage l'affiche aux côtés d'Allison Williams,,. Cette production est globalement saluée par les critiques qui soulignent notamment l'alchimie des deux têtes d'affiche,,.  

## Filmographie

### Cinéma

#### Longs métrages
- 2007 : Bratz : In-sé-pa-rables ! (Bratz) de Sean McNamara : Sasha
- 2013 : Breaking at the Edge de Predrag Antonijevic : Sara
- 2015 : Brotherly Love de Jamal Hill : Trina
- 2018 : The Perfection de Richard Shepard : Lizzie

### Télévision

#### Séries télévisées
- 2004 - 2005 : Summerland : Carrie (saisons 1 et 2, 4 épisodes)
- 2005 - 2006 : Ned ou Comment survivre aux études (Ned's Declassified School Survival Guide) : Vanessa (saison 2, 5 épisodes)
- 2009 - 2011 : Meet the Browns : Brianna Ortiz (saisons 1 à 5, 67 épisodes)
- 2010 - 2013 : Paire de rois (Pair of Kings) : Rebecca Dawson (saisons 1 à 3, 5 épisodes)
- 2011 : The Secret Circle : Sally Matthews (saison 1, épisodes 2 et 3)
- 2013 - 2018 : Hit the Floor : Jelena Howard (saisons 1 à 4, 35 épisodes)
- 2014 : For Better or Worse : Shawn (saison 3, 2 épisodes)
- 2015 - 2016 : Powers : Zora (saisons 1 et 2, 18 épisodes)
- 2017 - 2021 : Dear White People : Samantha « Sam » White

### Jeux vidéo
- 2007 : Bratz 4 Real : Sasha (voix)

## Distinctions
Sauf indication contraire ou complémentaire, les informations mentionnées dans cette section proviennent de la base de données IMDb.

### Nominations
- 28e cérémonie des Razzie Awards 2008 : Pire actrice pour Bratz, nomination partagée avec Janel Parrish, Nathalia Ramos et Skyler Shaye
- Black Reel Awards for Television 2017 : meilleure actrice dans une série télévisée comique pour Dear White People
- Black Reel Awards for Television 2018 : meilleure actrice dans une série télévisée comique pour Dear White People
- 50e cérémonie des NAACP Image Awards 2019 : meilleure actrice dans une série télévisée comique pour Dear White People